# 达尼埃尔·罗班
达尼埃尔·罗班（法語：Daniel Robin，1943年5月31日—2018年5月23日），法国男子摔跤运动员。他曾代表法国参加1968年和1972年夏季奥林匹克运动会摔跤比赛，其中1968年奥运会获得二枚银牌。